# Open (single van I.O.S.)
Open is een nummer van de Nederlandse band I.O.S. uit 2007. Het is de eerste single van hun gelijknamige zesde studioalbum Open.
"Open" is een ballad die gaat over een relatie die op de klippen lijkt te lopen, al heeft de ik-figuur er nog wel vertrouwen in dat de relatie hersteld kan worden. Het nummer werd een klein hitje in Nederland, met een 2e positie in de Tipparade.